# 小田淳一
小田 淳一（おだ じゅんいち、1955年11月 - ）は、日本の文献学者。専門は、計量文献学、修辞学。
東京外国語大学名誉教授，同大学アジア・アフリカ言語文化研究所フェロー。

## 略歴
- 1978年3月 - 筑波大学第一学群人文学類卒業
- 1982年3月 - 筑波大学大学院文芸・言語研究科各国文学専攻博士課程単位取得退学（文学修士）
- 1982年4月 - 筑波大学研究協力部研究協力課 文部技官（学術情報処理センター準研究員）
- 1985年4月 - 尚美学園短期大学音楽情報学科 講師
- 1992年4月 - 東京外国語大学アジア・アフリカ言語文化研究所 助教授
- 2010年4月 - 同 教授
- 2021年3月 - 同 定年退職